# Leo Skiri Østigård
Leo Skiri Østigård, född 28 november 1999 i Molde, är en norsk fotbollsspelare (försvarare) som spelar för Napoli i Serie A. Han representerar även det norska landslaget.

## Klubbkarriär
Den 8 augusti 2018 värvades Østigård av Brighton & Hove Albion.
Den 18 juli 2022 värvades Østigård av Napoli, där han skrev på ett fyraårskontrakt.

## Landslagskarriär
Østigård debuterade för Norges landslag den 25 mars 2022 i i en 2–0-vinst över Slovakien.